# Neisseria zoodegmatis
Neisseria zoodegmatis – gatunek Gram-ujemnej bakterii występujący w jamie ustnej psowatych oraz kotowatych. Gatunek ten może rosnąć zarówno w temperaturze pokojowej (18–22°C), jak i w 37°C. N. zoodegmatis wytwarza katalazę, a także zdolna jest do redukcji azotanów, ale nie azotynów. Ponadto, większość szczepów fermentuje glukozę, ale nie pozostałe węglowodany takie jak laktoza, maltoza czy sacharoza. Bakteria ta tworzy lśniące kolonie, które mogą rosnąć na agarze MacConkeya, a także na agarze z krwią, na którym zdolne są do hemolizy. N. zoodegmatis jest blisko spokrewniona z Neisseria dentiae, N. canis oraz N. animaloris. Gatunek wywołuje choroby u przedstawicieli kotowatych i psowatych, które – w wyniku ugryzienia – mogą się również przenosić na inne zwierzęta. W opisanych przypadkach u ludzi infekcja Neisseria zoodegmatis prowadziła m.in. do zapalenie wsierdzia oraz do owrzodzenia skóry.